# 3Blue1Brown
3Blue1Brown — це математичний канал YouTube, створений і керований Грантом Сандерсоном. Канал зосереджується на викладанні вищої математики з візуальної точки зору, а також на процесі відкриття та навчання на основі запитань у математиці, який Сандерсон називає «винахід математики» (inventing math). Станом на жовтень 2024 року, канал мав 6,5 млн підписників.

## Молодість і освіта
Сандерсон закінчив Стенфордський університет у 2015 році зі ступенем бакалавра математики. Він працював в Академії Хана з 2015 по 2016 рік у рамках їхньої програми стипендій, створюючи відео та статті про числення багатьох змінних, після чого він зосередив свою увагу на 3Blue1Brown.

## Кар'єра
3Blue1Brown розпочався як персональний проект програмування на початку 2015 року. У подкасті Showmakers Сандерсон пояснив, що він хотів потренувати свої навички програмування та вирішив створити графічну бібліотеку на Python, яка згодом стала проектом з відкритим кодом «Manim» (скорочення від Mathematical Animation engine). Щоб мати мету для проекту, він вирішив створити відео з бібліотекою та завантажити його на YouTube. 4 березня 2015 року він завантажив своє перше відео. Він почав публікувати більше відео та покращувати графічний інструмент.
У 2020 році Грант Сандерсон став одним із творців і викладачів курсу MIT Introduction to Computational Thinking разом з Аланом Едельманом, Девідом Сандерсом, Джеймсом Шлоссом і Бенуа Форжем. У курсі використовується мова програмування Julia та анімація Гранта Сандерсона для пояснення різних тем: згортки, обробки зображень, візуалізації даних COVID-19, моделювання епідемії, трасування променів, вступу до моделювання клімату, моделювання океану та алгоритмів, які лежать в основі цих тем. 

## Відео
Відео 3Blue1Brown присвячено візуалізації математики, включно з чистою математикою, як-от теорія чисел і топологія, а також більш прикладних тем з інформатики та фізики.  Візуальні елементи переважно генеруються Manim, бібліотекою анімації Python, написаною Сандерсоном, хоча іноді візуальні елементи беруться з іншого програмного забезпечення, наприклад програми Grapher для macOS.
Відео каналу були представлені в Popular Mechanics, ABC News і Quanta Magazine. Сандерсон з'являвся в подкастах Numberphile, Lex Fridman, the Art of Problem Solving, Siraj Raval і Showmakers.
У лютому 2022 року Сандерсон визначив, що найкращим початковим словом у грі Wordle було CRANE. Пізніше він заявив, що код, який він написав для визначення найкращого початкового слова, містить помилку.

## Розмови
У січні 2020 року Сандерсон виступив із доповіддю на вечірці з Грантом Сандерсоном, організованому Стенфордським бюро доповідачів. Сандерсон запропонував свій погляд на залучення до математики: замість того, щоб віддавати перевагу корисності, він наголошує на емоціях, здивуванні та уяві. Він прагне «оживити математику» за допомогою візуальних елементів, графіки та анімації. У серпні 2021 року Сандерсон був одним із кількох спікерів на SIGGRAPH 2021.
У листопаді 2022 року Сандерсон виступив з основною промовою під назвою «Чого алгоритми можуть навчити нас про освіту?» на 17-му Голландському національному конгресі з інформатики CelerIT, організованому Stichting Nationaal Informatica Congres (SNiC). Сандерс запропонував свою точку зору на те, як математична освіта має розвиватися в майбутньому, і пов'язав свої висновки з тим, як навчаються нейронні мережі.